# Décennie 1140 en arts plastiques
Cette page concerne les années 1140 en arts plastiques.

## Naissances
- 1140 : Liang Kai, peintre chinois (mort en 1210).
- 1142 : Fujiwara Takanobu, peintre japonais (mort en 1205).

## Décès
- 1140 : Toba Sōjō, peintre japonais.
- 1145 : Zhang Zeduan, peintre chinois.